# Drapeau de la Gambie
Le drapeau de la Gambie est le drapeau national et le pavillon national de la république de Gambie. Il a été officiellement adopté le 18 février 1965. Ses symboles n'ont pas été modifiés même durant la Confédération de Sénégambie de 1981-1989.
Il consiste en trois bandes horizontales de couleurs rouge, bleue et 
verte, séparées par des lignes blanches. Le rouge en haut, symbolisant le soleil ou encore les plaines de la savane ; dessous, le bleu qui symbolise le fleuve Gambie qui traverse le pays ; le vert qui symbolise les forêts et l'agriculture ; et le blanc représentant l'union et la paix.

Drapeau durant la colonisation.

Le drapeau est utilisé et mis en avant lors des périodes de deuil de grandes personnalités. Il est exposé dans toutes les circonstances sur de nombreux bâtiments du pays, dans les bases militaires et sur les bâtiments représentant le pays à l’étranger, notamment lors des visites diplomatiques à l'étranger. Le drapeau est également hissé sur et devant les établissements officiels étatiques. Les maisons et les institutions privées peuvent cependant arborer ce dernier.
Le drapeau de Gambie est une représentation du pays et de son histoire, étant le symbole d'une certaine liberté et affirmant un penchant pour la nature.